# Moschko von Parma
Moschko von Parma ist eine Erzählung des österreichischen Schriftstellers Karl Emil Franzos, die 1880 bei Duncker & Humblot in Leipzig erschien.
Ostgalizien um die Mitte des 19. Jahrhunderts: Der Schmied Moschko hat die Magd Kasia geschwängert, darf die Geliebte aber nicht heiraten, weil er Jude und sie Christin ist. Das Verhältnis der beiden soll eine Sünde sein. Das will nicht in Moschkos Kopf, denn eine Beziehung, die zwei Menschen so glücklich macht, kann doch nicht frevlerisch sein.

## Titel und Form
In Franzos’ anrührend erzählte Geschichte über die unglückliche Liebe zweier ganz einfacher Menschen mischt sich leiser, keinesfalls böse gemeinter Spott. Bei der Lektüre mancher Passage aus dem prall mit Begebenheiten ausgefüllten Leben und schließlich auch, wenn es um das bittere Sterben des Protagonisten Moschko geht, fühlt sich der Leser zeitweise in einen Schelmenroman versetzt. In dem Kontext ist der bittersüße Titel hingeschrieben: Moschko dient 21 Jahre als Gemeiner Moses Veilchenduft im Regiment Herzog von Parma Nummer 24 der Habsburgermonarchie.
Im 13. und 15 Kapitel verlässt Franzos sein Erzählkontinuum; vollführt einen Zeitsprung über 21 Jahre vorwärts. Der sich die Augen reibende Leser muss während der Lektüre jenes 13. Kapitels das unerhörte erzählerische Ereignis mühsam sortieren. Jedenfalls umgeht Franzos mit dem Kniff die Beschreibung des Drills im Regiment Parma und erzählt „nur“ das Sterben des Titelhelden in den Armen seines Sohnes Fedko.

## Überblick
Die Handlung läuft über 28 Jahre.
Moschko Veilchenduft wächst bei den Eltern im Ghetto der Kleinstadt Barnow zum Hünen heran und wird Schmied. Seine Liebe zu der Magd Kasia Dumkowicz ist unglücklich – verursacht durch unverhohlene Herablassung und Spottverse im Chorgesang, die dem jungen Mann bei fast jeder Begegnung mit den Christen in der Habsburgermonarchie entgegenschlagen. Nicht immer nimmt der breitschultrige Schmied die Beleidigungen der Christen hin. Dazu meint Kasia gegenüber ihrem Bruder Hawrilo: „... es ist merkwürdig, dieser Jud wehrt sich und prügelt! Das hab ich noch nie gehört.“ Eigentlich kann auch Kasia die Juden nicht leiden, weil sie Christum gekreuzigt haben. Als die Magd dem hochwürdigen Herrn Mikita Borodaykiewicz einen Kuss, den sie Moschko gegeben hat, beichtet, entrüstet sich der Geistliche: „Unglückliches Geschöpf – ein Jude, welcher den Heiland gekreuzigt hat.“ Darauf verteidigt Kasia den Geliebten: „Er schwört, daß er nicht dabei war.“
Die zynische mit Schadenfreude gemischte Polemik der Christen wird so unerträglich, dass Moschko mit „Wir Juden sind auch Menschen!“ antwortet. Einmal während seiner 21-jährigen Dienstzeit beim Militär in der Habsburgermonarchie soll er zum Christentum konvertieren. Der Jude widersteht dem Werber, der lediglich seine Prämie kassieren möchte. Überhaupt will Moschko gern den eigenen Kopf durchsetzen. Das beginnt, als er 13-jährig zum Militär möchte. Dieser  Wunsch aus Kinderzeiten erfüllt sich – gegen seinen Willen – sieben Jahre später. Moschko wird eingezogen und verkrüppelt während einer der Schlachten. 
Apropos Moschkos Eigensinn: Er will diesem als Übel auf den Grund gehen, wenn er sinniert, warum er anders als die übrigen Menschen ist. Franzos vermittelt dem Leser eine Erkenntnis: Ein glücklicher Jude bleibt sein Leben lang im Ghetto. Sobald er diesen abgeschlossenen Wohnbezirk verlässt – wie Moschko, der draußen an der Landstraße bei einem Christen als Schmied in die Lehre geht – beginnt sein unaufhaltsamer Abstieg. So zeigt Franzos in der umfänglichen Erzählung noch an etlichen anderen Exempeln, wie Moschko auf solche Art sich zuerst den Unwillen und dann die strikte Abneigung der Glaubensbrüder im Ghetto einhandelt. Diese Aversion gipfelt im Verhalten der meisten überlebenden Verwandten und Bekannten Moschkos, als der Invalide todsterbenskrank nach 21 Jahren Militärdienst ins Barnower Ghetto heimkehrt. Wären nicht außerhalb des Ghettos Moschkos Sohn Fedko Dumkowicz und dessen Pflegevater, der Onkel Hawrilo Dumkowicz gewesen, der Veteran wäre im Straßengraben ungetröstet allein auf weiter Flur gestorben.    

## Handlung
Als Moschko dreizehn Jahre alt geworden ist, muss er sich für einen Beruf entscheiden. Der Junge will zu den Soldaten. Isaak Türkischgelb, der Marschallik in Barnow – das lebendige, ewig durstige, auf zwei Beinen einherschlotternde Lokalblatt der Gemeinde – findet für die entsetzten Eltern einen Ausweg. Moschko geht bei dem ruthenischen Schmied Wassilj Grypko in die Lehre, denn einen jüdischen Schmiedemeister gibt es in der Barnower Gegend nicht. Moschko ist der erste Barnower Jude, der das Schmiedehandwerk erlernt. In den nächsten sieben Jahren kommt er mit seinem Lehrherrn gut aus und freundet sich mit seinem fröhlichen Mitgesellen Hawrilo Dumkowicz, dem Sohn eines armen Tagelöhners aus Korowla, an. Als der Meister Grypko stirbt – Moschko ist inzwischen zwanzig Jahre alt – fällt die stattliche Schmiede an einen armen Vetter des Verstorbenen. Der kommt aus Russland und entlässt den Juden Moschko. Der Christ Hawrilo darf bleiben.
Die Einberufung zum Militärdienst droht. Wieder will Isaak Türkischgelb helfen. Der Marschallik sucht gemeinsam mit Moschkos Vater Golde Hellstein auf. Diese Schwester des Vaters ist die einzige reiche Frau in der verarmten Familie Veilchenduft. Die Tante soll dem allmächtigen Faktor Peer Blitzer einen größeren Betrag zahlen, mit dem er die Mitglieder der Musterungskommission besticht. Moschko wird einberufen, weil sich seine geizige Tante nicht mit dem Faktor einigen konnte.
In einer der Schlachten wird Moschko während seines 21-jährigen Militärdienstes verwundet, darf nach Hause und stirbt dort 41-jährig. 

## Rezeption
Nach Sprengel vollziehe Franzos in dieser „Großerzählung“ den Übergang „von der Ghettogeschichte zum Romanformat“. Die Integration des Juden Moschko in das genannte Regiment der Habsburgermonarchie gehe nicht „ohne Opfer und Beschädigungen“ des Protagonisten ab.

### Ausgaben
- Moschko von Parma. Geschichte eines jüdischen Soldaten. Von Karl Emil Franzos. Duncker & Humblot, Leipzig 1880 (archive.org).
- Moschko von Parma. Geschichte eines jüdischen Soldaten. Erzählung., Deutsche Verlags-Anstalt Concordia, Berlin 1899.
- Moschko von Parma. Erzählung. Cotta, Stuttgart um 1900.
- Moschko von Parma, S. 5–192 in Karl Emil Franzos: Moschko von Parma. Drei Erzählungen (enthält noch: Judith Trachtenberg – Leib Weihnachtskuchen und sein Kind). Rütten & Loening, Berlin 1972  (1. Aufl., verwendete Ausgabe).
- Moschko von Parma. tredition, Hamburg 2011, ISBN 978-3-8424-0745-9
- Karl-Maria Guth (Hrsg.): Karl Emil Franzos: Moschko von Parma. Geschichte eines jüdischen Soldaten. Verlag Contumax – Hofenberg, Berlin 2016 (1. Aufl.), ISBN 978-3-8430-7897-9.

### Sekundärliteratur
- Karl Emil Franzos: Judith Trachtenberg. Erzählung. Mit einem Nachwort von Günter Creutzburg. Mit Illustrationen von Rosemarie Heinze. Verlag der Nation, Berlin 1987, ISBN 3-373-00154-4.
- Peter Sprengel: Geschichte der deutschsprachigen Literatur 1870–1900. Von der Reichsgründung bis zur Jahrhundertwende. München 1998, ISBN 3-406-44104-1.